# Arisaka typ 99
Arisaka typ 99 je japonská armádní opakovací puška rodiny Arisaka. V japonské císařské armádě se používala do roku 1945. Byla vyvinuta z předešlého typu 38. Plánovalo se jejich nahrazení, ale obě pušky sloužily spolu až do konce druhé světové války.